# Крикун Микола Григорович
Мико́ла Григо́рович Крику́н (9 травня 1932, м. Житомир — 26 листопада 2023, м. Львів) — український історик. Доктор історичних наук (1992). Заслужений професор (2007) Львівського національного університету імені Івана Франка.

## Біографія
1951 року закінчив із срібною медаллю середню школу у Стрию, 1957 року — історичний факультет Львівського університету. У 1957—1958 роках працював учителем історії в середній школі села Гірське Меденицького району Дрогобицької області. У 1959—1963 роках навчався в аспірантурі Львівського університету на кафедрі історії південних і західних слов'ян (науковий керівник — професор, доктор історичних наук Дмитро Похилевич).
Стажувався у Польщі (1962, 1967, 1972, 1976, 1980, 1988, 1991, 1995, 1997, 1998), Чехословаччині (1972), Болгарії (1985).
Від 1958 року працює у Львівському університеті: у 1958—1960 роках — старший лаборант, у 1960—1970 роках — асистент і викладач, у 1971—1984 роках — доцент, у 1984—1992 роках — завідувач кафедри історії південних і західних слов'ян, у 1992—1994 роках — доцент, від 1994 року — професор кафедри історії слов'янських країн.
1965 року у Львівському університеті захистив кандидатську дисертацію «Народонаселення Подільського воєводства в XVII—XVIII століттях (1629—1776)».
Університет Марії Кюрі-Склодовської в Любліні 26 вересня 2012 року відзначив українського вченого почесним званням «Doktor Honoris Causa». Урочистості відбулися в Любліні 2 жовтня. З цієї нагоди університет видав брошуру «Mykola Hryhorowycz Krykun. Doktor Honoris Causa Uniwersytetu Marii Curie-Skłodowskiej».

## Наукова діяльність
Микола Крикун вивчає історію українських земель у складі Польської держави у XV—XVIII століттях: адміністративно-територіальний устрій, соціально-економічний, політичний і демографічний розвиток, козацтво. Автор близько 180 наукових праць. Серед них:
- Повітовий устрій Подільського воєводства XV—XVI ст. — Київ, 1992.
- Селянський рух на Україні 1569—1647 рр: Збірник документів і матеріалів. — Київ, 1993 (Упорядкування, вступ, відповідальний редактор).
- М. С. Грушевський. Барське староство: історичні нариси XV—XVIII ст. — Львів, 1996 (післямова, примітки, покажчики).
- Історія Польщі. — Львів, 2002 (співавтор Леонід Зашкільняк).
- Між війною і радою: Козацтво Правобережної України в другій половині XVII — на початку XVIII століття: Статті і матеріали [Архівовано 15 липня 2019 у Wayback Machine.]. — Київ, 2006.
- Брацлавське воєводство в XVI—XVIII століттях: Статті і матеріали. — Львів, 2008.
- Документи Брацлавського воєводства 1566—1606 років. — Львів, 2008 (співупорядник і автор вступу; співупорядник Олекса Піддубняк).
- Інвентар Меджибізької волості 1717 року. — Львів, 2009.
- Подільське воєводство у XV—XVIII століттях: Статті і матеріали [Архівовано 6 липня 2020 у Wayback Machine.]. — Львів, 2011.
- Воєводства Правобережної України у XVI—XVIII століттях: Статті і матеріали. — Львів, 2012.
- Документи комісарського суду Подільського воєводства 1678—1679 років. — Львів, 2015.
- Кордони воєводств Правобережної України у XVI—XVIII століттях. — Львів, 2016.